# خورشیدگرفتگی ۶ ژوئیه ۱۸۱۵
خورشیدگرفتگی ۶ ژوئیه ۱۸۱۵ (به انگلیسی: Solar eclipse of 6 July 1815) یک خورشیدگرفتگی از نوع خورشیدگرفتگی کلی بود. این خورشیدگرفتگی در تاریخ  ۶ ژوئیه ۱۸۱۵ روی داد که زمان اوج آن، ساعت ۲۳:۴۳:۰۷ به‌وقت ساعت هماهنگ جهانی بوده‌است.  مدت‌زمان و طول این خورشیدگرفتگی ۰۳ دقیقه و ۱۳ ثانیه بود.